# SV Transvaal

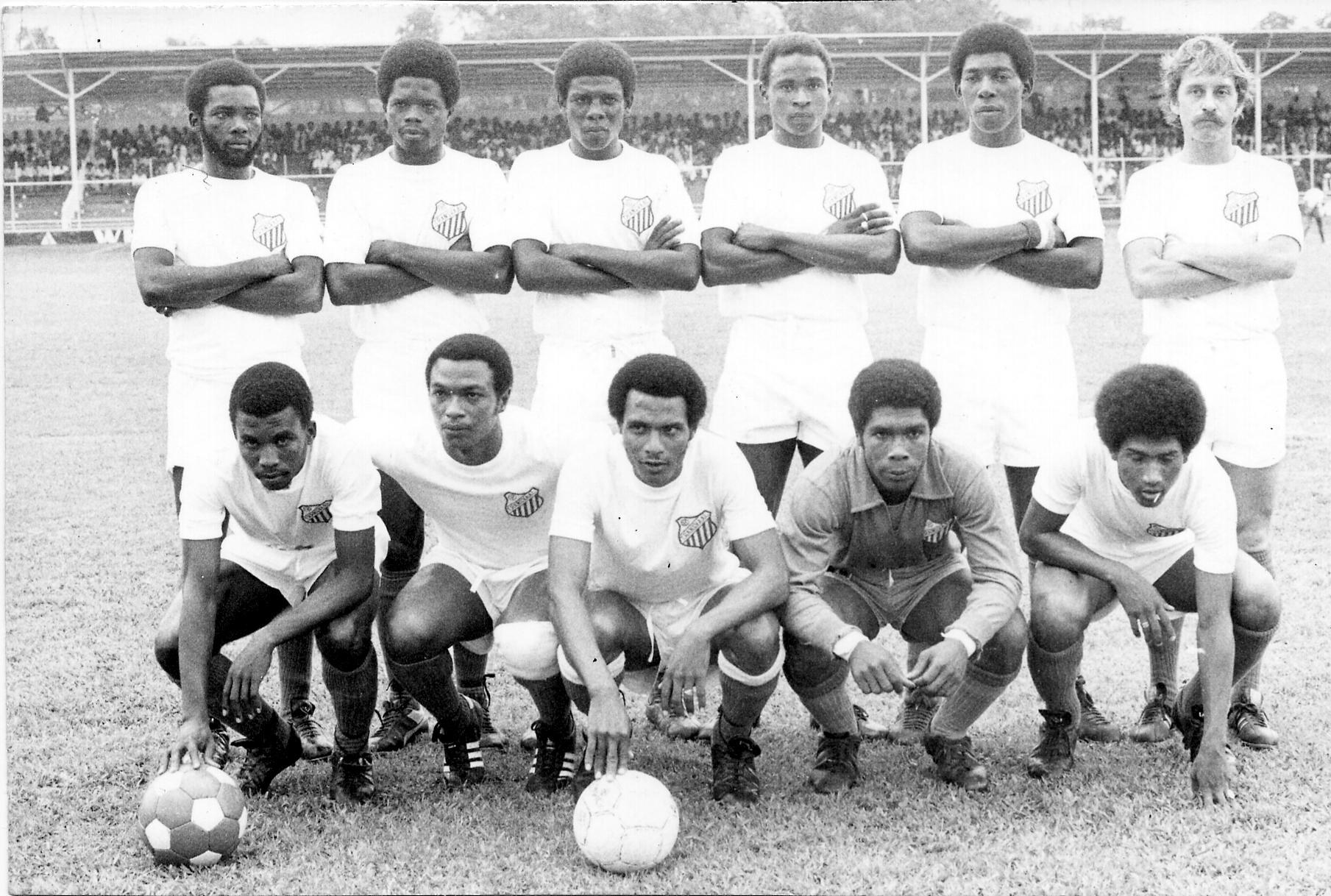
SV Transvaal in 1975

Sport Vereniging Transvaal is een Surinaamse voetbalclub uit Paramaribo. SV Transvaal speelt in het André Kamperveenstadion. De club is een van de meest succesvolle clubs van Suriname en speelt in de Suriname Major League.

## Mannen
SV Transvaal won negentien keer de landstitel en bovendien werd in 1973 en 1981 de CONCACAF Champions' Cup gewonnen, het Noord-Amerikaanse equivalent van de Europacup I. Ook was het driemaal verliezend finalist in dit toernooi. Het is hiermee, samen met SV Robinhood, een van de twee Surinaamse club die een of meerdere internationale prijzen in de wacht wist te slepen.
SV Tranvaal werd door de IFFHS benoemd als vijfde beste voetbalclub van de 20e eeuw binnen de CONCACAF. De fabrikant van de clubkleding is PEAK.
Oud-speler Glenn van Straatum maake na 1978 een voetbalcarrière in de Verenigde Staten. In 2014 hielp hij zijn voormalige club om terug te kunnen keren naar de Hoofdklasse.

### Erelijst
| Continentaal                 |     | |
| CONCACAF Champions Cup       | 2x  | 1973, 1981 |
| Nationaal                    |     | |
| Surinaams landskampioenschap | 19x | 1925, 1937, 1938, 1950, 1951, 1962, 1965, 1966, 1967, 1968, 1969, 1970, 1973, 1974, 1990, 1991, 1996, 1997, 2000 |
| SVB-Eerste Klasse            | 1x  | 1924 |
| SVB Cup                      | 3x  | 1996, 2002, 2008                                                                                                 |
| Suriname President's Cup     | 2x  | 1997, 2008 |

## Vrouwen
Het vrouwenelftal is begonnen onder de naam Oema Soso, vertaald Enkel de Vrouw. In circa 2018/2019 wijzigde de naam in SV Transvaal. Oema Soso werd op 18 januari 1977 opgericht door Jeane Lo Sam Sjoe en Sandra Veldhuizen als eerste damesvoetbalclub van Suriname, nadat zij het jaar ervoor 84 leerlingen van de Hendrikschool hadden overgehaald om te gaan voetballen.
Het elftal voetbalt in de top van de SVB Vrouwenvoetbal Competitie. In april 2023 won ze met haar team de Atol Itany Cup in Frans-Guyana door te winnen van drie Frans-Guyaanse ploegen (twee maal, waaronder in de finale, tegen FC Oyapock) en een ploeg uit Martinique.

### Erelijst
| Competitie                   | Aantal | Jaren            |
| ---------------------------- | ------ | ---------------- |
| Surinaams landskampioenschap | 19x    | 2013, 2017, 2023 |

## Bekende (oud-)spelers

### Mannen
- Ronny Aloema
- Dimitrie Apai
- Dennis Baino
- Emile Barron
- Harold Blokland
- Humbert Boerleider
- Chagamire Boldewijn
- Walther Braithwaite
- Ronald Breinburg (1940)
- Wensley Bundel
- Ivenzo Comvalius
- Miquel Darson
- Zerguinho Deira
- Rievaldo Doorson
- Sergino Eduard
- Roché Emanuelson
- Gillermo Faerber
- Jerny Faerber
- Donnegy Fer
- Iwan Fränkel
- Ray Fränkel
- Sorencio Juliaans
- Ronaldo Kemble
- Ronald Kolf
- Naldo Kwasie
- Jules Lagadeau
- Firgillio Lamsberg
- Charley Marbach
- Remie Olmberg
- Vitorinio Pinas
- Donnevan Rellum
- Harald Reumel
- Orlando Rijsenburg
- Armand Sahadewsing
- Iwan Sake
- Byorn Sandvliet
- Clifton Sandvliet
- Edwin Schal
- Leo Schipper
- Raydell Schuurman
- Ervin Tjon-A-Loi
- Glenn van Straatum
- Roy Vanenburg
- Alvaro Verwey
- Gavin Vlijter
- Lorenzo Wiebers
- Karel Zeefuik
- Zachari Zeegelaar

### Vrouwen
- Andaya Lantveld
- Cady Chin See Chong
- Hadassa Brandon
- Jeanine Alexander
- Orthea Riley
- Pamela Ansoe
- Saffira Hoogdorp
- Shamaira Stoutenburg-Stekkinger
- Shania Tjoen A Choy
- Tryfosa Sastrokromo